# Tesoro de los sicionios (Olimpia)
El Tesoro de los sicionios (en griego antiguo: Θησαυρὸς τῶν Σικυωνίων, romanizado: Thēsauros tōn Sikyōniōn), también conocido como Tesoro I, fue un  tesoro en la Terraza de los Tesoros de Olimpia, Grecia. Toma su nombre del hecho de que se cree que fue construido por la antigua ciudad Sición. Las ruinas de la cámara del tesoro se encuentran en Archaía Olympía, en el yacimiento arqueológico que es Patrimonio de la Humanidad de la Unesco.

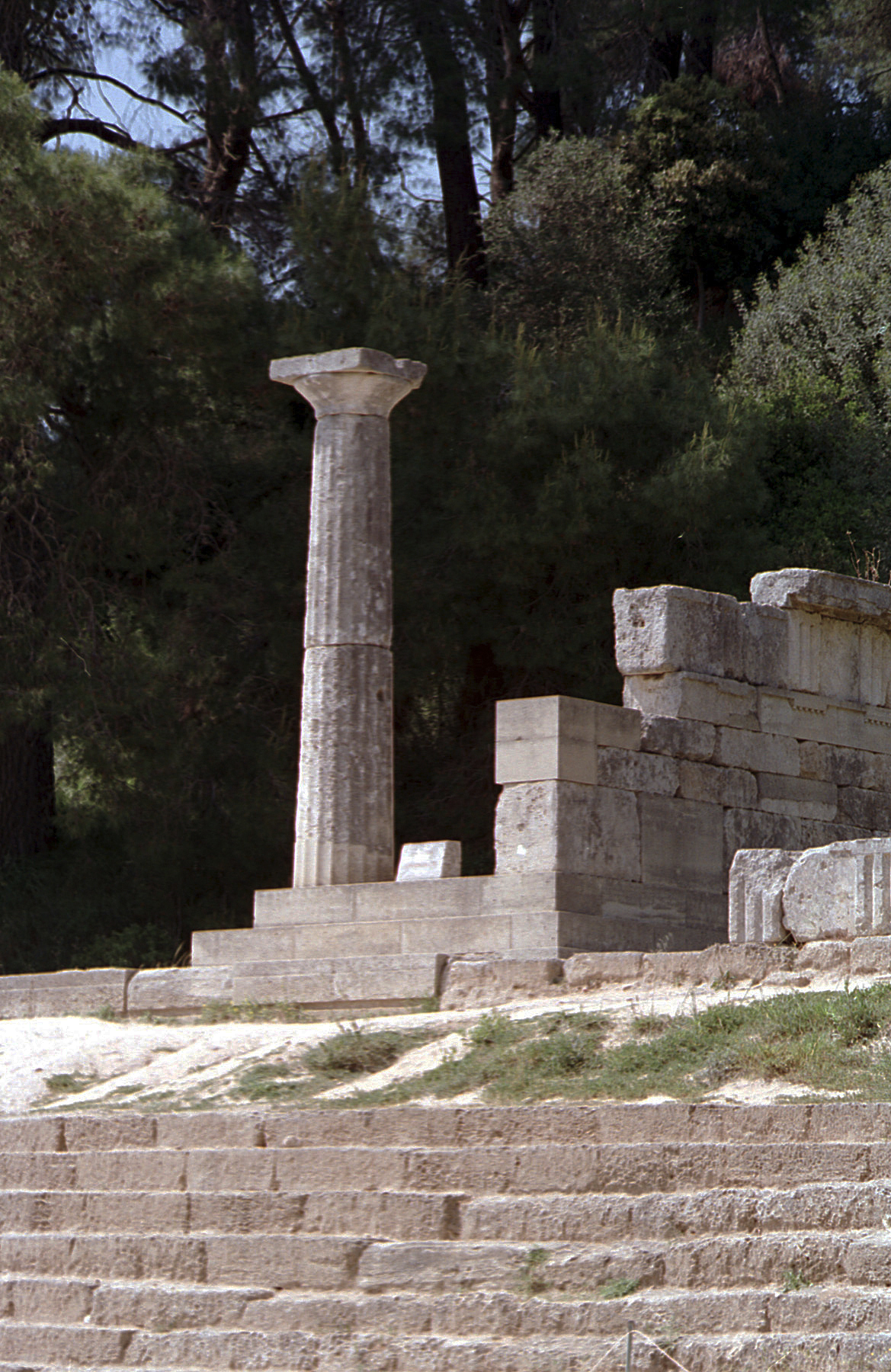
Ruinas restauradas del tesoro de los sicionios.

Se construyó en la época arcaica alrededor del año 550 a. C.. Su propósito era almacenar las ofrendas votivas entregadas por los sicionios a Zeus y al santuario de Olimpia. Se menciona a Mirón de Sición como el constructor de la cámara del tesoro. El edificio fue la primera de las muchas cámaras de los tesoros de Olimpia. Los sicionios también erigieron otro edificio conocido como Tesoro de los sicionios en Delfos.
Estaba situada en la ladera norte del témenos o zona del Altis de Olimpia, en la ladera sur del monte Cronio, junto a los otros tesoros, en el extremo occidental de la primera plataforma artificial de la fila de los tesoros. En la época romana, justo al lado, se construyó el Ninfeo de Herodes Ático. La cámara del tesoro se asemejaba a un pequeño templo de estilo dórico y tenía una naos o cella abierta al sur, y un pronaos con dos columnas en la fachada (dístilo in antis). El edificio medía unos 6,4 m de ancho y 11,8 m de largo.
Se han restaurado uno de los pilares del pronaos del tesoro y parte de su muro oriental.